# Лейано, Хамис
Леон Хамис Лейано Дешама Улама (англ. Leon Khamis Leyano Deshama Ulama; 1 января 1987, Вау, Южный Судан) — южносуданский футболист. Играет на позиции нападающего.

## Карьера

### Клубная
С 2011 года Хамис Лейано выступал и являлся капитаном в южносуданском футбольном клубе «Вау Салаам». В 2012 году эта команда стала первой в истории Южного Судана, которая приняла участие в Kagame Interclub Cup — международном турнире, организованном Союзом Футбольных Ассоциаций Восточной и Центральной Африки. И хотя двух матчах группового этапа «Вау Салаам» забил один гол, автором которого и является Хамис дебют признали успешным.
В 2014 году спортсмен перешёл в клуб «Атлабара».

### Международная
Лейано принимал участие как минимум в двух матчах против Эфиопии и Кении в CECAFA Cup. Он является вице-капитаном сборной Южного Судана. Роль капитана команды он исполнял в 2012 году на CECAFA Cup, в отсутствие Ричарда Джастина и Джеймса Мога.